# Thierry Veltman
Thierry Veltman (16. prosince 1939, Bussum – červenec 2023) byl nizozemský malíř, sochař, keramik a výtvarný pedagog. Zaměřoval se zejména na postavy a zátiší.

## Biografie
Thierry Veltman se narodil v Bussumu. Svou první uměleckou cenu získal ve 12 letech na mezinárodní výstavě dětských kreseb v Brazílii. V roce 1958, když mu bylo 19, vystavil své vlastní interpretace deštného pralesa v Surinamu. Další výstava v Paramaribu následovala v roce 1960.
Pokračoval ve studiu na Gerrit Rietveld Academie v Amsterdamu. Čas strávený v mládí v Jižní Americe zůstal celoživotním zdrojem inspirace.

## Kariéra
Od počátku šedesátých let Veltman vystavoval v uměleckých galeriích v Nizozemsku a někdy i mimo něj. Používal mnoho technik kresby, často je míchal dohromady. Byl také aktivním v sochařství, keramice a výzkumu umění. Velkou výstavu jeho děl v Apeldoornu v roce 1975 zahájil jeho přítel, básník rodáka z Dordrechtu C. Buddingh'.
Veltman učil mnoho studentů malovat a kreslit, a to jak v Dordrechtu, tak na Ichthus College v Rotterdamu. V Ichthusu založil katedru umění a komunikace. Napsal učebnici výtvarné výchovy „Individualita a kreslení“ (1978; nizozemsky).

## Osobní život
Od roku 1966 žil převážně v Dordrechtu, krátce žil i v Amerongenu.
Thierry Veltman zemřel v červenci 2023. Zůstala po něm manželka Eelke.